# Lázar Kaganóvich
Lázar Moiséyevich Kaganóvich (en ruso Ла́зарь Моисе́евич Кагано́вич; en ucraniano Ла́зар Мойсе́йович Каганович; 10 de noviembrejul./ 22 de noviembre de 1893greg.-25 de julio de 1991) fue un político y administrador soviético de origen judío. Uno de los principales asociados de Iósif Stalin. Es conocido por ayudar a Stalin a tomar el poder, por su papel en la organización, planificación y supervisión de la colectivización en la Unión Soviética, y por su duro trato y ejecución de las amenazas consideradas para el régimen de Stalin. Fue gerente de proyectos y dirigió el equipo de diseño original del Metro de Moscú, el Metro de Moscú llevó su nombre hasta 1955.
A su muerte en 1991, fue el último sobreviviente viejo bolchevique. La propia Unión Soviética le sobrevivió apenas cinco meses, antes de que finalmente se desintegrara.

## Primeros años

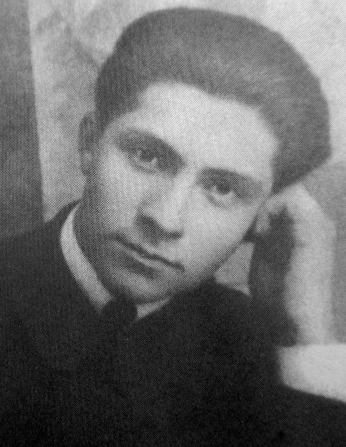
Kaganóvich en 1909, a sus 16 años.

Kaganóvich nació en 1893 en la aldea de Kabany, en la región de Kiev, cerca de la capital de Ucrania (en aquel entonces parte integrante del Imperio ruso), siendo el tercer hijo de una familia judía. Desde los 14 años, comenzó a trabajar como zapatero.
En 1911 se afilió al Partido Obrero Socialdemócrata Ruso, formando parte de su corriente bolchevique, por influencia de su hermano Mijaíl, quien se había unido en 1905; la comunidad judía, al igual que el resto de las minorías, era un ambiente fértil para el movimiento revolucionario, y en 1914, ingresó al Comité del partido en Kiev. En 1915 fue arrestado y enviado de nuevo a Kabany, aunque regresó ilegalmente a Kiev.

## Revolución y Guerra Civil
Durante mayo y abril de 1917, se desempeñó como presidente de un sindicato de curtidores, y a la vez fue vicepresidente del sóviet de Yuzovka. Ahí reclutó a obreros para el partido, incluido un joven oriundo de Kalinovka, llamado Nikita Jrushchov. En mayo se convirtió en jefe de la organización militar del Partido Bolchevique en Sarátov. En agosto pasó a encabezar el Comité Poleski del Partido en Bielorrusia. En mayo de 1917, se convirtió en el líder de una organización militar bolchevique en Sarátov, aunque huyó de la ciudad, y en agosto de 1917 fue designado secretario del partido local de Polesia. Durante la Revolución de Octubre, lideró a los bolcheviques en Gómel.
En 1918 Kaganóvich fue designado comisario del Departamento de Propaganda del Ejército Rojo. Entre mayo de 1918 y agosto de 1919, en plena guerra civil rusa, presidió el Comité Ejecutivo del Congreso de Soviets de la región de Nizhni Novgórod. Más tarde, hasta 1920 dirigió la región de Vorónezh. Entre esa fecha y 1922 permaneció en Turkmenistán, dirigiendo las luchas entre el Ejército Rojo y los rebeldes musulmanes durante la Revuelta de los Basmachí. 

## Dirigencia
En mayo de 1922, Stalin fue elegido secretario general del Partido Comunista de la Unión Soviética e inmediatamente envió a Kaganóvich a encabezar el Departamento de Organización del Secretariado. Este departamento era responsable de todos los nombramientos en el aparato del Partido. Trabajando ahí, Kaganóvich ayudaría a los partidarios de Stalin a conseguir las posiciones clave dentro de la naciente nomenklatura. En esta posición se destacó por su alta capacidad, su total lealtad a Stalin y la total falta de opiniones propias. Declaró públicamente que ejecutaría cualquier orden de Stalin, lo que en aquel momento era una novedad. 
En 1924 Kaganóvich fue elegido miembro del Comité Central. Entre 1925 y 1928 sirvió como primer secretario del partido en la RSS de Ucrania. En Ucrania se destacó por una rígida política económica de supresión de los kuláks y su total oposición hacia la política defendida por Nikolái Bujarin, que insistía en la integración pacífica de los kuláks en el socialismo. Durante su etapa como dirigente de la RSS de Ucrania prosiguió la política de ucranianización, a favor del florecimiento del idioma y la lengua ucraniana. Sin embargo, muchos dirigentes comunistas fueron purgados acusados de nacionalistas por no respetar, en opinión de Kaganóvich, la minoría étnica rusa dentro de Ucrania. En 1928, debido a numerosas protestas contra su política de purgas, Stalin lo requirió de nuevo a Moscú, donde retornó a su papel como Secretario del Comité Central. Como Secretario, apoyó a Stalin en su lucha contra la oposición de izquierda de León Trotski y la oposición de derecha de Bujarin dentro del Partido. En 1933-1934 fue presidente de la Comisión para el Veto de la Militancia en el Partido, asegurándose personalmente de que a nadie relacionado con la oposición antiestalinista se le permitiese permanecer como militante del Partido Comunista. En 1934, en el XVII Congreso del PCUS, Kaganóvich fue nombrado Presidente de la Comisión de Votaciones. Sus falsificaciones en el recuento eliminaron casi 300 votos opuestos a la candidatura de Stalin. Según los estatutos, el candidato que recibiera menos oposición sería elegido secretario general. Según los resultados reales, Stalin recibió 292 votos opuestos y Serguéi Kírov tan solo 3. Sin embargo, el resultado oficial anunciado fue que Stalin solo había recibido dos votos en contra.
En 1930, Kaganóvich fue nombrado miembro del Politburó y primer secretario del Partido en el óblast de Moscú, cargo que ejerció hasta 1935. Supervisó la implantación de las políticas económicas de Stalin, como la colectivización de la agricultura y la rápida industrialización. 
Durante la década de 1930 Kaganóvich organizó la construcción del Metro de Moscú, que fue denominado con su nombre en su honor hasta 1955. Durante este periodo también supervisó la destrucción de algunos monumentos religiosos de la ciudad, como la catedral de Cristo Salvador de Moscú. En 1932 dirigió la supresión de la huelga desencadenada en Ivánovo-Voznesensk.

## Construcción del Metro de Moscú
El 15 de junio de 1931, en el Pleno del Comité Central del Partido Comunista de Toda la Unión (bolcheviques), tras un informe del primer secretario del Comité del Partido de la Ciudad de Moscú, Lazar Kaganóvich, se tomó la decisión de construir el Metro de Moscú. para mejorar la situación del transporte en la ciudad y aliviar parcialmente las líneas de tranvía.
En la década de 1930, Kaganóvich, junto con los directores de proyecto Iván Kuznetsov y, más tarde, Isaak Segal, organizaron y dirigieron la construcción del primer sistema de transporte rápido subterráneo soviético, el Metro de Moscú , conocido como Metropoliten imeni LM Kaganovicha en su honor hasta 1955.
El 15 de octubre de 1941, Kaganóvich recibió la orden de cerrar el metro de Moscú y, en un plazo de 3 horas, preparar propuestas para su destrucción, como objeto de importancia estratégica. Se suponía que el metro sería destruido y los automóviles y equipos restantes serían retirados. La mañana del 16 de octubre de 1941, el día del pánico en Moscú, no se abrió el metro por primera vez. Fue el único día en la historia del metro de Moscú que no funcionó. Por la noche, se canceló la orden de destruir el metro.
En 1955, después de la muerte de Stalin, se renombró el metro de Moscú.

## Responsabilidad en el Holodomor
Kaganóvich, junto a Viacheslav Mólotov, tomó parte en la Conferencia del Partido ucraniano de 1930, que activamente defendió las políticas de colectivización que muchos historiadores consideran que llevaron a la catastrófica hambruna de 1932-1933 (el Holodomor), en la que millones de ucranianos murieron. Políticas similares infligieron también enormes catástrofes en la república centroasiática de Kazajistán, la región del Kubán, Crimea, la región del bajo Volga y otras zonas de la Unión Soviética. Como emisario del Comité Central, Kaganóvich viajó por estas y otras regiones demandando la aceleración de la colectivización y fomentando la represión contra los kuláks.

## El Lázar de Hierro
En 1935-1937 Kaganóvich trabajó como ministro de Ferrocarriles. Incluso antes del comienzo de la Gran Purga organizó el arresto de miles de trabajadores y directores del sector ferroviario acusados de saboteadores. 
En 1937-1939 fue comisario del pueblo de Industria Pesada. En 1939-1940 sirvió como ministro del Petróleo. En cualquier puesto, su jefatura estaba vinculada con arrestos cuyo objetivo era mantener la disciplina y la colaboración con la política estalinista. En todas las conferencias del Partido de finales de los años 30 realizó discursos demandando mayores esfuerzos en la búsqueda y persecución de espías extranjeros y saboteadores. Por su crueldad en la ejecución de las órdenes de Stalin, recibió el sobrenombre de Lazar de Hierro. 
Uno de los muchos perseguidos durante estos años fue el hermano de Lázar, Mijaíl Kaganóvich, quien era el Comisario del Pueblo para la Industria Aeronáutica. El 10 de enero de 1940 Mijaíl fue relegado a director de la planta aeronáutica N24 en Kazán. En febrero de 1941, durante el XVIII Congreso del PCUS, Mijaíl fue advertido de que si su fábrica no cumplía sus objetivos de producción sería expulsado del Partido. El 1 de junio, Stalin le mencionó a Lázar que había escuchado que Mijaíl estaba asociado con la derecha. Lázar no habló en defensa de su hermano ni tampoco le avisó de la acusación. El mismo día Mijaíl se suicidaba. 
Durante la Gran Guerra Patria Kaganóvich tuvo el puesto de Comisario (como miembro del Consejo de Defensa) de los frentes del norte del Cáucaso y de Transcaucasia. En 1943-1944 fue de nuevo ministro de Ferrocarriles. En 1943 fue condecorado con la Orden de Héroe del Trabajo Socialista. De 1944 a 1947 fue ministro de Materiales de Construcción. En 1947 fue nombrado de nuevo primer secretario del Partido Comunista de la RSS de Ucrania. Durante el periodo 1948-1952, sirvió como jefe del Gossnab y en 1952-1957 como primer vice primer ministro del Consejo de Ministros. Kaganóvich fue, hasta 1957, miembro de pleno derecho del Politburó. Fue además uno de los primeros mentores del futuro secretario general, Nikita Jrushchov, cuyo primer puesto de importancia fue como segundo de Kaganóvich al frente del Partido en Moscú en los años 1930. En 1947, cuando Jrushchov fue relegado de la dirección del Partido en Ucrania (aunque permaneció como primer ministro de la RSS), Stalin nombró de nuevo a Kaganóvich para reemplazarle hasta que el anterior fue reincorporado a finales de ese año.

## Vida personal
Kaganóvich  ingresó a la fuerza laboral a la edad de 13 años, un evento que moldearía su estética y preferencias hasta la edad adulta. El propio Stalin le confió a Kaganóvich  que este último tenía un cariño y un aprecio mucho mayores por el proletariado.  A medida que aumentaba su favoritismo con Stalin, Kaganóvich se sintió obligado a llenar rápidamente los vacíos notables en su educación y crianza. Stalin, al notar que Kaganóvich  no podía usar las comas correctamente, le dio a Kaganóvich  un permiso de tres meses para realizar un curso rápido de gramática.
Kaganóvich  estaba casado con Maria Markovna Privorotskaya (1894-1961), mujer también compañera judía asimilada de Kiev que formó parte del esfuerzo revolucionario desde 1909. La Sra. Kaganóvich pasó muchos años como una poderosa funcionaria municipal, ordenando directamente la demolición de la Puerta Ibérica y Capilla y Catedral de Cristo Salvador.  La pareja tuvo dos hijos: una hija, llamada Maya, y un hijo adoptivo, Yuri. Los historiadores han dedicado mucha atención al carácter judío de Kaganóvich, y cómo entró en conflicto con los prejuicios de Stalin. Kaganóvich  con frecuencia consideró necesario permitir que su familia sufriera grandes crueldades para preservar la confianza de Stalin en él, como permitir que su hermano fuera obligado a suicidarse. 
La familia Kaganóvich  vivió inicialmente, como la mayoría de los funcionarios soviéticos de alto nivel en la década de 1930, un estilo de vida conservador en condiciones modestas.  Esto cambió cuando Stalin confió la construcción del Metro de Moscú a Kaganóvich. La familia se mudó a un lujoso apartamento cerca de la zona cero (estación Sokolniki), ubicado en 3 Pesochniy Pereulok.  El apartamento de Kaganóvich  constaba de dos pisos, un garaje de acceso privado y un espacio designado para mayordomos, seguridad y conductores. 

## Días finales
Kaganóvich fue un rígido estalinista, y aunque permaneció en el Politburó rápidamente perdió influencia tras la muerte de Stalin en marzo de 1953. En 1957, junto a algunos estalinistas de línea dura como Viacheslav Mólotov, Kliment Voroshílov y Gueorgui Malenkov (el llamado Grupo Anti-Partido) participó en un golpe interno abortado contra su antiguo protegido Jrushchov, que se había destacado en los dos años anteriores como adalid de la desestalinización. Como resultado del fallido golpe, Kaganóvich fue forzado a retirarse del Politburó y del Comité Central, relegándolo al puesto de director de una pequeña fábrica de potasio en los Urales. En 1961 fue expulsado del Partido y pasó a vivir como pensionista en Moscú. Kaganóvich vivió hasta los 97 años de edad y falleció en 1991, pocos meses antes de la disolución de la Unión Soviética.